# Ernst Langlotz (Fußballspieler)
Ernst Langlotz (* 28. Februar 1920 in Neulußheim; † 1992 ebenda) war ein deutscher Fußballspieler. Als Spieler des VfR Mannheim gewann er 1949 die deutsche Meisterschaft.

## Karriere

### Beginn
Langlotz begann beim SC Olympia Neulußheim mit dem Fußballspielen. Bereits früh wurde sein Talent als Stürmer entdeckt. Und daraus resultierte, dass er bereits mit 16 Jahren in der 1. Mannschaft spielte. Dort spielte der Spielmacher, der wegen seiner Schnelligkeit auch „Reiwerle“ genannt wurde, bis er bei Kriegsausbruch 1939, wie viele andere junge Männer auch, zur Wehrmacht einberufen wurde. Aus diesem kam er erst 1948, nach vielen Jahren kanadischer Kriegsgefangenschaft im Internierungslager Camp 133, in dem er mit de la Vigne, Henninger, Jöckel, Müller und Senck mehrere Mannheimer Fußballer kennengelernt hatte, die gemeinsam in Nordafrika in Kriegsgefangenschaft geraten waren und mit denen er im Lager häufig gemeinsam kickte, zurück.

### Fortsetzung
Er setzte das Fußballspielen bei seinem Jugendverein fort, wurde aber bereits einen Monat später vom VfR Mannheim verpflichtet (Transfersumme: 2000 DM und ein Ablösespiel). Das erste Oberligaspiel absolvierte der Halbstürmer mit Spielmacher- und Torjägerqualitäten am 14. November 1948 beim 3:0-Auswärtserfolg bei Schwaben Augsburg. Beim Debüt führte sich Langlotz mit zwei Toren ein. Zusätzlich zu Langlotz waren auch noch Bolleyer und Maier zu den Blau-Weiß-Roten Rasensportlern zur Runde 1948/49 gekommen. Da sich de la Vigne, Jöckel, Henninger, Müller und Senck bereits im Jahr zuvor dem VfR angeschlossen hatten, führte das unter dem alten Schalker Meistertrainer Hans Schmidt dazu, dass Langlotz gleich in seinem ersten Jahr in Mannheim (1948/49: 21 Spiele – sieben Tore; 2. Platz in der Oberliga Süd), mit dem VfR zu seinem ersten und einzigen Meistertitel gelangen konnte. Im Meisterschaftsendspiel von 1949, der sogenannten „Hitzeschlacht von Stuttgart“, erzielte er gegen Borussia Dortmund das Tor zum 2:2-Ausgleich, der seine Mannheimer in die Verlängerung brachte. Darin gelang der aus Fritz Bolleyer, Ernst Langlotz, Ernst Löttke, Kurt Stiefvater und Rudolf de la Vigne bestehenden Angriffsreihe noch der Siegtreffer.
Am 18. September 1949 war Langlotz im Wettbewerb des Länderpokals in der Mannschaft von Nordbaden beim Spiel gegen Pfalz/Rheinhessen aktiv. Auf dem Waldhof-Platz verlor der Gastgeber mit den weiteren VfR-Akteuren Rößling, Keuerleber, Stiefvater und de la Vigne vor 22.000 Zuschauer gegen das Team um Fritz und Ottmar Walter mit 1:4 Toren. Im April 1950 gehörte er einem Sichtungs-Lehrgang von Bundestrainer Sepp Herberger an. Zwei Jahre nach dem Gewinn der deutschen Meisterschaft, 1950/51, kam er in 32 Oberligaeinsätzen auf 20 Tore und stellte damit seinen persönlichen Rekord auf. In dieser Runde stellte der Mannheimer Fußball drei Mannschaften in der Oberliga Süd: VfR Mannheim, SV Waldhof Mannheim und den VfL Neckarau. Seine herausragenden Spielleistungen hatten auch dazu geführt, dass er am 11. November 1950 beim Repräsentativspiel von Südwestdeutschland gegen Süddeutschland in Ludwigshafen als Mittelstürmer in der Südauswahl auflief. Kurt Keuerleber stand auf der Mittelläuferposition, Fritz Balogh von Neckarau war als Halbrechts und Rudolf de la Vigne am linken Flügel neben Langlotz aktiv. Balogh und Langlotz waren die Torschützen beim 2:2 für Süddeutschland.
Als in der Saison 1955/56 die Mannschaft vom Platz an den Brauereien mit 73 Toren die meisten Treffer in der Oberliga Süd erzielen konnten und damit den dritten Rang belegten, hatte der Mann aus Neulußheim in 26 Ligaeinsätzen neun Treffer dazu beigesteuert. Zu Beginn seiner elften Saison beim VfR, 1958/59, gehörte der 38-Jährige am 19. November 1958 in Sofia einer nordbadischen Vertragsspielerauswahl an, die mit 4:2 Toren gegen die B-Nationalmannschaft von Bulgarien gewann. Die Mannheimer Akteure wurden dabei von den KSC-Spielern Heinz Beck, Wilhelm Dimmel, Heinz Ruppenstein und Bernhard Termath unterstützt. Kurz vor Weihnachten 1958, am 21. Dezember, trat er mit dem VfR zu einem Freundschaftsspiel beim FC Barcelona an. Bei der 0:3-Niederlage spielte der Routinier auf der Mittelläuferposition und hatte es dabei mit dem internationalen „Barça“-Innentrio Sándor Kocsis, Evaristo und László Kubala zu tun. Nach dem Spiel im Camp Nou wurde ihm ein gut dotierter Vertrag angeboten, den er jedoch dankend ablehnte.

### Ausklang
1959 beendete er seine Vertragsspielerlaufbahn im Alter von 39 Jahren – sein letztes Oberligaspiel hatte er am 1. Februar 1959 bei der 1:3-Heimniederlage gegen den 1. FC Nürnberg bestritten – und kehrte zu seinem Heimatverein SC Neulußheim zurück, um noch einige Jahre, erst als Spielertrainer und dann als Trainer, zu fungieren. VfR-Vereinspräsident Dr. Schweizer verabschiedete die drei langjährigen Ligaspieler Ernst Langlotz, Kurt Keuerleber und Rudolf de la Vigne am 17. Juni 1959 vor dem Freundschaftsspiel gegen Eintracht Trier mit ehrenden Worten als Aktive.

## Statistik
- 255 Spiele in der Oberliga Süd (1948–1959) mit 102 Toren
- 5 Spiele in den Endrunden um die deutsche Meisterschaft (1949–1950) mit drei Toren
- Jeweils dritter Platz in der VfR-Rangliste der meisten Oberligaeinsätze (hinter de la Vigne und Keuerleber) und -tore (hinter Ernst-Otto Meyer und de la Vigne)